# Теория демократии
Тео́рия демокра́тии — совокупность утверждений и предположений описательного, аналитического и нормативного характера, которые фокусируются на основах демократии и демократических институтах. В современной теории демократии есть три основных направления: феноменологическое, объяснительное и нормативное. Феноменологическая теория описывает и классифицирует существующие демократические системы. Объяснительная теория пытается установить, чьи предпочтения играют роль при демократии, какими должны быть процедуры принятия решений, как избежать нежелательных последствий. Предметом нормативной теории является этическая сторона народовластия: когда и почему демократия желательна с точки зрения морали, какие принципы должны быть фундаментом демократических институтов, каковы разумные ожидания от граждан в демократическом обществе.
Согласно выводам теории, демократия представляет собой не просто народное правление, но и систему прав граждан. Нарушение этих прав ставит под сомнение демократичность правления. Вопросы равенства, компромисса и эффективного участия в процессе принятия политических решений занимают в демократии центральное место. Демократизация требует наличия устойчивого государства.

## История демократической мысли

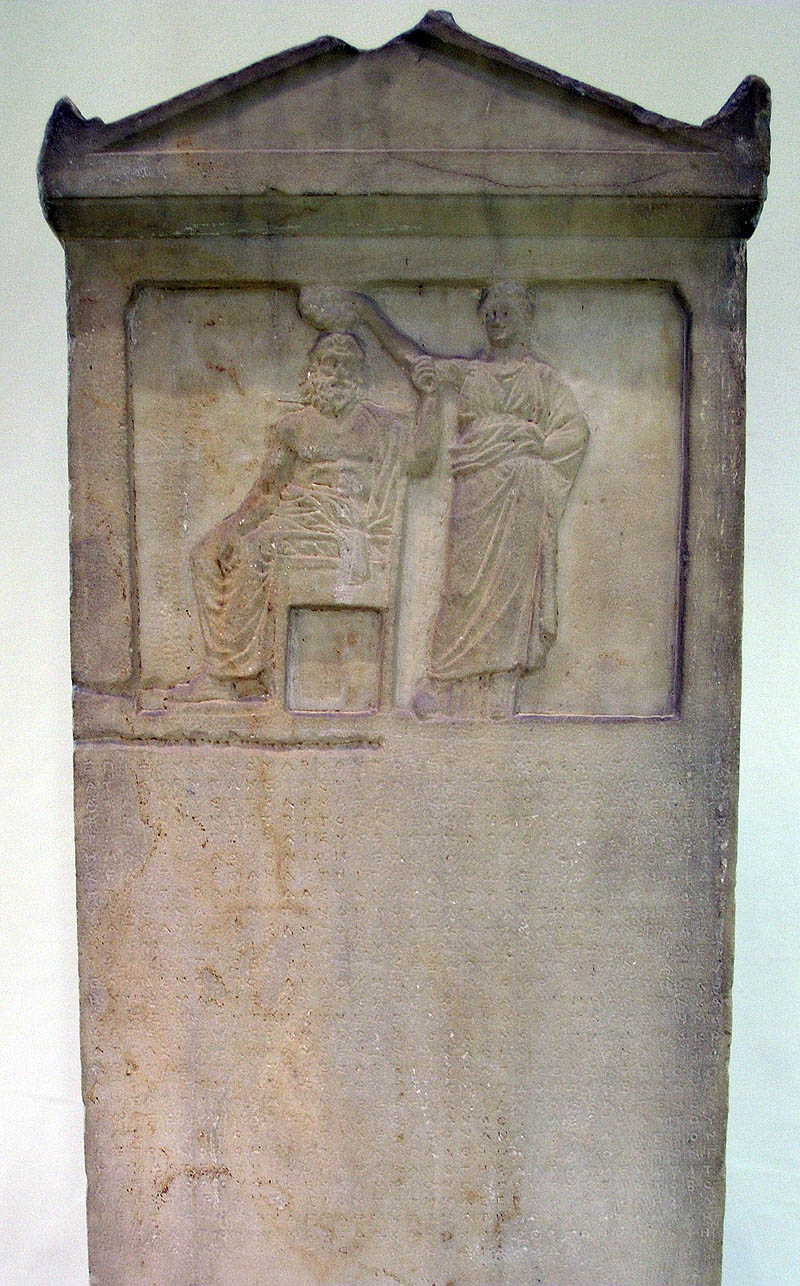
Стела демократии. Музей древней агоры, Афины.

Из известных на сегодняшний день философских размышлений о народовластии, одним из наиболее ранних является надгробная речь главы афинского государства Перикла, посвящённая павшим в Пелопоннесской войне. В этой речи, которую Перикл произнёс в 430 году до н. э., он перечислил достоинства афинской демократии. По его мнению, законы обеспечивали равноправие, в продвижении по социальной лестнице ведущую роль играли заслуги и репутация, а свобода стала частью повседневной жизни.
В 322 году до н. э. Аристотель провёл классификацию форм правления в трактате «Политика». Среди видов народного правления он выделил политию, в которой проводится политика ради общего блага, и демократию, в которой малоимущие используют свою власть в собственных целях. В своём анализе реально существовавших режимов Аристотель отметил, что в основе демократического государства лежит свобода. Выборы Аристотель рассматривал как черту олигархии, а демократическим методом заполнения государственных должностей считал жребий.
Джон Локк в «Двух трактатах о правлении» (1690) выступил в поддержку политического равенства, личной свободы и правления на основе волеизъявления большинства. Согласно Локку, созданию общества предшествует «природное» состояние свободы и равенства, так что ни у кого нет естественного права иметь власть над другими. Поэтому легитимным является только такое правительство, которое руководит с согласия руководимых. Поскольку добиться всеобщего согласия почти невозможно, решающую роль играет воля большинства. По мнению Локка, народ является конечным источником любой верховной власти, в частности, он вправе сменить правительство, которое злоупотребляет народным доверием и нарушает фундаментальные права. Под собственно демократией Локк понимал форму правления, в которой граждане издают законы и назначают глав исполнительной власти.
Шарль Луи де Монтескьё в работе «О духе законов» (1748) предложил свою классификацию форм правления, при этом форму, в которой весь народ обладает верховной властью, он называл республикой. Монтескьё считал, что для существования республики необходимо, чтобы люди стремились к общему благу. Поэтому он полагал, что конфликты между различными фракциями, преследующими собственные узкие интересы в ущерб общественным, несут угрозу для стабильности республики. Он также считал, что выборы приводят к своего рода аристократическому отклонению от принципа политического равенства, так как депутаты обычно богаче, образованнее и способнее большинства населения.
Для ослабления угрозы фракционной борьбы Дэвид Юм предложил увеличить масштаб политических единиц, где учреждается представительное правление. По его мнению, в крупных образованиях каждый депутат вынужден учитывать широкое разнообразие интересов.
В «Общественном договоре» (1762) Жан-Жак Руссо утверждал, что демократия не совместима с представительными институтами, поскольку верховная власть народа неотчуждаема и неделегируема. Поскольку прямая демократия возможна только в малых сообществах, Руссо сделал вывод о нереализуемости легитимной демократии на масштабе национального государства. Он также полагал, что демократия приводит к острым внутренним конфликтам и гражданским войнам. Вместе с тем, при обсуждении политической ситуации в Польше после установления российского протектората, Руссо признал, что не видит альтернативы представительному правлению. Руссо жёстко критиковал феодализм, защищал личную свободу и при этом призывал к подчинению личности «общей воле». Противоречие между свободой личности и общей волей Руссо предлагал разрешить путём образования и сопряжённых политических реформ. Результатом должно было стать новое свободное общество, в котором каждый человек стремится к лучшему как для себя, так и для всех. Впоследствии эта теория неоднократно истолковывалась как обоснование пагубности автономных общественных организаций и необходимости манипулирования сознанием для достижения гармонии между желаниями отдельных людей и декларируемыми потребностями общества.
В своей работе «Демократия в Америке» (1835/1840) Алексис де Токвиль занял позицию, отчасти противоположную Руссо. Он пришёл к выводу, что свобода политической организации необходима для защиты от диктатуры большинства. При этом, по его мнению, гражданские организации способствуют развитию цивилизованности общества.
Джон Стюарт Милль разработал утилитарный подход для обоснования ценности индивидуальных прав и свобод. В этом подходе критерием служит достижение максимального благополучия для максимального числа людей. В эссе «О свободе» (1859) Милль утверждал, что единственным основанием для ограничения личной свободы является защита других от конкретного вреда, наносимого индивидом. Он считал нелегитимным патернализм, который допускает ограничение свободы людей для их собственного блага. Он также доказывал, что для поиска истины обществу нужна открытая дискуссия и столкновение полярных точек зрения. В «Размышлениях о представительном правлении» (1861) Милль сформулировал новые политические идеалы и горячо поддержал распространение избирательного права на женщин. В то же время он полагал, что для развития «нецивилизованных» народов больше всего подходит монархия или колониальное правление, а не демократия, работоспособность которой эти народы не смогут поддерживать.
Джон Дьюи считал демократию наиболее желанной формой правления, потому что она обеспечивает права, необходимые для развития личности, в том числе, свободный обмен мнениями, свободу организации для достижения общих целей, свободу иметь собственное представление о хорошей жизни и стремиться к ней. Его работа «Демократия и образование» (1916) подчёркивает, что в демократическом обществе граждане сотрудничают друг с другом в атмосфере взаимоуважения и доброжелательности для рационального поиска решений общих проблем. Система правления должна быть динамичной: по мере изменения исторических обстоятельств и общественных интересов, политические институты также должны пересматриваться. По мнению Дьюи, для развития критического мышления, стремления к общему благу и навыков сотрудничества, необходимо образование, в частности, система государственного образования. В работе «Общество и его проблемы» (1927) он признал, что достичь полного развития личность может только в условиях демократического социального государства. Он также настаивал, что рабочие вправе напрямую участвовать в управлении фирмами, где они работают. Дьюи был противником элитизма и взгляда, что народ некомпетентен в вопросах управления. Он утверждал, что только общество может решать, что из себя представляют общественные интересы. Для принятия грамотных решений людям следует активнее вступать в диалог с другими членами местных сообществ.
В серии работ, опубликованных в 1970-е, Юрген Хабермас доказывал, что для достижения «рационального консенсуса» по вопросам о ценностях или о действительности фактов необходима обстановка «идеальной речи». В ней участники оценивают взгляды других без эмоций и постороннего влияния, в том числе, без физического или психологического принуждения. Такой идеал служит стандартом для свободных и открытых общественных дискуссий в реальных демократиях.
Джон Ролз сделал попытку обосновать желательность демократии без использования утилитаризма. В «Теории справедливости» (1971) Роулз указывал на возможность достижения благополучия большинства за счёт пренебрежения интересами меньшинства. Поскольку каждый человек рискует оказаться в таком меньшинстве, чисто утилитарный подход не годится для выбора политической системы. Вместо этого люди стремятся к максимальному и равному объёму личной свободы, к равному доступу к политическим и экономическим ресурсам и к такому распределению благ в обществе, которое наиболее выгодно наименее благополучным слоям. Любое неравное распределение социальных или экономических благ (например, богатства) должно быть таким, чтобы наименее обеспеченные члены общества были в лучшем положении при таком распределении, чем при любом другом, в том числе при равном распределении. Также допускается, что слегка неравномерное распределение может принести пользу наименее обеспеченным, способствуя повышению общей производительности.

## Ценность демократии
Джон Милль считал, что процесс принятия решений при демократии лучше, чем при других формах правления, так как вынуждает ответственных лиц учитывать интересы широких слоёв населения и предоставляет им более полную информацию. Демократия также оказывает позитивное влияние на нравственность, поскольку сознание собственного влияния на проводимую политику стимулирует развитие достоинства личности, ответственности, чувства справедливости и стремления к общему благу. По мнению Милля, повышение нравственного уровня общества и должностных лиц также приводит к более качественным решениям и законам по сравнению с обществом, где доминируют эгоизм, легкомыслие и раболепие.
Напротив, Томас Гоббс утверждал, что правительство при демократии хуже, чем при монархии, так как демократия стимулирует осуществление безответственной политики, продвигающей узкие интересы одних за счёт остальных или даже сталкивающей различные сегменты общества друг с другом. Платон полагал, что демократия склонна недооценивать важность знаний и опыта для должного правления. Некоторые современные неолиберальные философы критикуют демократию за экономическую неэффективность и считают, что контроль за обществом должен осуществлять рынок.
Инструментализм делает вывод о ценности демократии путём анализа её воздействия на другие ценности. Сторонники этого направления полагают, что политическое равенство и народный суверенитет не являются абсолютными целями. Например, Фридрих Хайек находил демократию желательной в той мере, в какой она защищает личную свободу и частную собственность. Правовое государство предполагает монополию государства на законное использование силы в пределах его территории, что делает крайне важным вопрос о его демократической подотчётности. Схожий аргумент, приводящий к ценности демократического метода принятия решений, отталкивается от обоснования власти одних людей над другими с точки зрения защиты интересов и прав подвластных.
Злоупотребления во всех других формах правления

привели к предпочтению республиканского

правления как наилучшего, потому что оно

наименее несовершенно.
С другой стороны, существуют аргументы в пользу демократии как таковой, исходя из представлений о свободе и равенстве. Согласно Кэрол Гулд, в основе демократии лежит право каждого на личную свободу, что в масштабе общества означает право на самоопределение. Жизнь человека подвержена влиянию со стороны правовой, общественной и культурной среды. Осуществление обратного влияния человека на эту среду возможно только путём коллективного принятия решений с равным вкладом каждого. Отсюда Гулд делает вывод, что реализация самоуправления требует демократии. На её взгляд, последствия демократического способа принятия решения несущественны, ибо общество, как и отдельный человек, вправе распоряжаться своим будущим даже во вред себе. Критики обращают внимание, что на практике свободные индивидуумы редко единодушны по каким-либо вопросам, и процесс принятия политических решений не может в полной мере уважать личную свободу каждого. Получается, что противники принятого решения оказываются лишёнными самоуправления и, следовательно, жертвами диктатуры большинства.
С точки зрения Джошуа Коэна, проводимая политика легитимна в той степени, в какой она оправдана в глазах граждан. Такое отношение формируется в результате свободной и аргументированной дискуссии среди равных, что требует работающих демократических институтов. Эта теория предполагает, что открытая общественная дискуссия в итоге ведёт к согласию, хотя бы неполному (например, консенсус может быть в отношении перечня важнейших проблем, а разногласия могут касаться приоритетов).
В теории Питера Сингера, демократия представляет собой способ обращения с людьми как с равными, когда необходимо организовать их совместную жизнь определённым образом. Если люди придерживаются различных взглядов по поводу должной организации этого общего пространства, каждый из них по сути пытается диктовать другим, как надо жить. Отсюда возникает потребность в мирном и справедливом компромиссе между противоречащими друг другу претензиями на верховность. Такой компромисс требует равных возможностей каждого оказывать влияние на процесс принятия решений. Демократический способ принятия решений предоставляет каждому равный голос и таким образом проявляет уважение к каждой точке зрения даже в условиях разногласий. Трудностью этой теории является вопрос о достижении согласия в отношении собственно демократической процедуры разрешения конфликтов. Эта трудность обходится, если считать, что демократия должна стремиться в равной степени учитывать интересы граждан. Граждане заинтересованы также в самом наличии демократических процедур, так как в противном случае у них складывается впечатление, что интересы других лиц имеют больший вес при принятии решений.
Амартия Сен выделяет три достоинства демократии: самореализация человека как члена общества, способность привлечь внимание общества к важным вопросам (и тем самым предотвратить серьёзные проблемы), и формирование общественных ценностей посредством обмена информации между гражданами.
Роберт Даль приводит ряд достоинств демократии:
1. Она помогает предотвратить деспотизм
2. Современные представительные демократии не воюют друг с другом (см. Теория демократического мира)
3. Демократические страны имеют тенденцию быть богаче недемократических
4. В демократических странах выше уровень человеческого развития, в том числе, здоровья, образования и личного дохода
5. Она помогает людям защитить их фундаментальные интересы
6. Она гарантирует своим гражданам ряд прав, которые недемократические системы предоставить не способны
7. Она обеспечивает для своих граждан более широкий диапазон личной свободы
8. Она предоставляет людям максимальную возможность жить согласно их собственным законам
9. Она наделяет граждан моральной ответственностью за их выбор и решения в области государственной политики
10. Только при демократии возможен относительно высокий уровень политического равенства

Даль отмечает, что в приведённом списке п. 1-4 желаемы для большинства людей, п. 5-7 для некоторых людей вторичны, а п. 8-10 являются недостатками с точки зрения противников демократии.
Демократия — наихудшая форма правления,
если не считать всех остальных
Критики утверждают, что перечисленные достоинства являются отчасти совпадением обстоятельств. Например, Гражданская война в США была конфликтом между республиками, число демократий в XIX—XX веках было относительно невелико, сегодня важную сдерживающую роль играет ядерное оружие. При этом демократические страны часто воюют с недемократическими, а страны переходного периода друг с другом. Для Фукидида античная демократия ассоциировалась с агрессивностью, а для Макиавелли с империализмом. Сегодня вооружённые конфликты демократических стран с недемократическими режимами часто происходят под предлогом гуманитарной интервенции.
Ларри Даймонд указывает на ряд противоречивых требований демократии, дисбаланс между которыми может иметь негативные последствия. В ситуациях, когда принятие любого решения позволит одним лицам извлечь выгоду за счёт других, демократия может снизить уровень взаимного доверия и терпимости. Чрезмерные разногласия в ущерб консенсусу могут иметь негативные последствия для авторитета и стабильности власти. Демократия также затрудняет осуществление непопулярных мер, чья отдача вероятна лишь в долгосрочной перспективе.
В переходный период, демократия иногда показывает себя неэффективной по сравнению с другими формами правления в плане экономики, управления и порядка.

## Легитимность демократии
Существуют три основных концепции легитимности власти. Согласно первой, легитимность власти обусловлена её моральным оправданием, чтобы править обществом. Согласно второй, легитимность определяется способностью власти формировать обязанности граждан. Согласно третьей концепции, власть имеет право руководить людьми в той степени, в какой люди должны соблюдать постановления власти. В отличие от первых двух трактовок, последняя предполагает наличие у граждан обязательств перед властью. В этой связи возникает вопрос: поскольку демократия является коллективным процессом принятия решений, обязаны ли их исполнять те граждане, которые с решениями не согласны?
Некоторые теоретики полагали, что легитимность демократии следует из самого факта демократичности процедуры принятия решений. В настоящее время среди философов и политологов сторонников подобного аргумента почти не осталось.
Ряд теорий рассматривают вопрос о легитимности власти независимо от формы правления. В частности, большинство доводов инструментализма в пользу демократии дают некоторые основания уважать принятые таким образом решения, но эти доводы применимы не только к демократии. Вместе с тем, в русле инструментализма существует подход, тесно связанный именно с демократией. Согласно теореме Кондорсе о жюри присяжных, в вопросах, где одно из двух решений правильное, если каждый участник процесса в среднем чаще голосует за правильное решение, вероятность вынесения этого решения большинством голосов растёт с числом участников и стремится к 100 %. В этой ситуации по итогам голосования у меньшинства появляются веские основания признать собственную неправоту. Проблема с теоремой Кондорсе в её ограниченности. Во-первых, она предполагает независимость мнений участников голосования друг от друга, тогда как на практике демократический процесс связан со взаимным убеждением и строительством коалиций. Во-вторых, теорема предполагает равную информированность всех участников, хотя на практике у меньшинства часто бывают основания считать, что большинство не владеет необходимой для вынесения грамотного решения информацией. В-третьих, теорема не учитывает наличие идеологических предубеждений, общих для широких слоёв населения. Из теоремы можно сделать вывод о ненужности оппозиции, что также является предметом критики.
Несколько иные аргументы в пользу легитимности демократии выдвигают сторонники теорий согласия. Локк полагал, что согласие человека на создание политического сообщества влечёт за собой его согласие на подчинение воле большинства. По мнению Локка, первичный процесс принятия решений должен опираться на естественный закон, аналогичный законам механики, где движение тела определяется результирующей силой. Поскольку люди равны в своих правах и интересах, они в равной степени воздействуют на общество, отсюда общество должно двигаться в том направлении, куда хочет идти большинство. Локк подчёркивал, что этот «естественный» метод принятия решений в полной мере применим только на начальной стадии формирования общества, и в дальнейшем люди вправе учредить монархию. Однако при всех обстоятельствах власть должна заручаться поддержкой большинства лиц, на которых распространяется решение. Например, власть может ввести новый налог только при условии, что большинство собственников или их представителей дали на это своё согласие.
Схожий с теорией Локка аргумент состоит в утверждении, что люди дают согласие на подчинение воле большинства самим фактом своего участия в демократическом процессе (в частности, на выборах). Общей проблемой всех вариантов теории согласия является достаточно вольная интерпретация поведения людей. Участие в голосовании может быть не признаком согласия подчиниться результату голосования, а лишь попыткой повлиять на результат. Членство в обществе или проживание на территории государства может не означать согласие человека с установленными политическими процедурами или правящим режимом, а лишь наличие определённых экономических и социальных связей. Трактовка, что участники голосования морально обязаны быть заранее согласны с его результатом, противоречит идее, что согласие или несогласие является личным делом каждого.
Некоторые специалисты считают, что ряд принципов политической легитимности может быть реализован только в условиях демократии. В приведённой выше теории Кэрол Гулд, личная свобода отдельного человека имеет обобщение в виде права на самоопределение, из которого следует требование соблюдать демократические решения. По мнению Питера Сингера и Томаса Кристиано, необходимость соблюдать такие решения следует из особой роли равенства в демократии. Когда среди граждан возникают разногласия о том, как добиться равенства по существу, цель демократии состоит в принятии решений вопреки этим разногласиям. Она достигает это тем, что опирается на более фундаментальный идеал равенства — равенства участников демократического процесса. Нежелание подчиняться принятым решениям равносильно возвышению себя над другими и посягательству на эту самую важную форму равенства. Трудность данной теории лежит в предположении, что любые ограничения на демократическую власть (например, обязывающие её соблюдать определённые индивидуальные и коллективные права) могут быть выведены из ценности демократического равенства.

### Пределы демократической власти
Вопросу о легитимности демократии сопутствует вопрос о пределах её власти. Такие пределы могут быть внутренними и внешними.
Внутренние пределы вытекают из требований к демократическому процессу и фундаментальных демократических ценностей. Например, существуют пределы, выход за которые подрывает основы демократии и лишает людей мотивации поддерживать текущую систему. Отсюда некоторые политологи делают вывод, что принятые с помощью демократического метода решения должны быть совместимы с должным функционированием этого процесса. В частности, нельзя принимать решения, ограничивающие ни в чём не провинившихся граждан в политических правах или в гражданских правах, существенных для демократического процесса (таких как свобода выражать свои политические взгляды в СМИ или свобода создавать политические группы). Локк идёт дальше и настаивает, что гражданам не следует соглашаться с любым нарушением фундаментальных гражданских прав, в том числе и не связанных с выборным процессом. Поскольку, с точки зрения Локка, согласие является основанием для легитимности политической системы, демократические органы власти не имеют права выносить подобные решения.
Внешние пределы демократической власти вытекают из принципов, не зависящих от ценностей и требований демократии. Они могут быть связаны с аргументами в пользу недемократических методов принятия решений. Они также могут быть связаны с ценностями, которые более фундаментальны, чем демократические ценности. Например, часть граждан может не признать решение законодательного органа власти об объявлении войны другому государству, посчитав, что мир важнее демократии.

## Гражданское участие

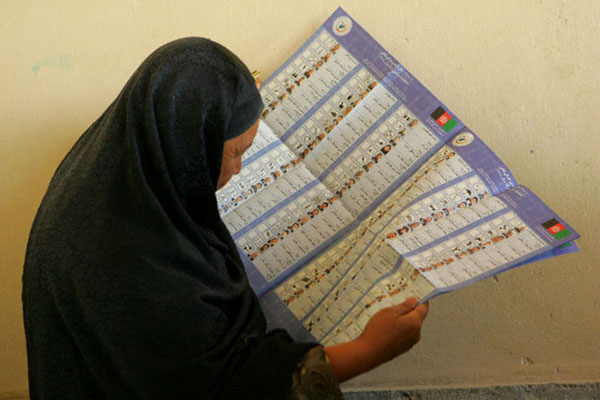
Женщина изучает бюллетень для голосования на выборах в Афганистане в 2005 году

Одной из центральных проблем теории является вопрос о способности обычных людей править обществом. Во-первых, решения должны принимать люди, которые обладают наилучшими для этого способностями, знаниями, опытом и качествами личности. Во-вторых, в эффективном обществе должно быть разделение труда, чтобы для решения сложных проблем находились человеческие ресурсы, поэтому недопустимо, чтобы каждый человек тратил своё время и энергию на политику. В-третьих, вклад одного человека в исход процесса крайне незначителен, что лишает людей мотивации вести себя ответственно и искать необходимую информацию накануне голосования.
На основании этих аргументов сторонники правления элит выступают против любых чисто эгалитарных форм демократии. Они утверждают, что высокая степень гражданского участия малоинформированного и подверженного эмоциям населения приводит к принятию посредственных законов, продвигаемых популистами и демагогами. Джеймс Мэдисон в Вып. 10 «Записок федералиста» выражал опасение, что такие законы поставят под угрозу права некоторых групп. Платон считал, что наилучшей формой правления была бы аристократия «королей-философов», обладающих выдающимися интеллектуальными и нравственными качествами, то есть, меритократия.
Распространённым способом разрешения указанных противоречий является представительная демократия, при которой гражданское участие отчасти приносится в жертву потребности в компетентной власти и необходимости снизить временные затраты избирателей. Напротив, при меритократии оказывается невозможным обеспечить равенство интересов всех людей. Кроме того, меритократии сопутствует патернализм, когда государство отказывает людям в их способности принимать наилучшие решения в собственных интересах и не стимулирует их саморазвитие в этой области.
По мнению Йозефа Шумпетера, при демократии власть принимать политические решения обретается посредством конкурентной борьбы за голоса людей. В этой теории основное внимание уделяется ответственности политического руководства, которому следует избегать вызывающих разногласия вопросов, а также игнорировать переменчивые и размытые требования обычных граждан. На граждан возлагается миссия защиты общества от безответственных политиков. В остальном Шумпетер считал, что система должна поощрять гражданскую активность только среди информированных слоёв населения. Однако чрезмерно низкое гражданское участие может снизить восприимчивость правительства к пожеланиям людей. Кроме того, теория Шумпетера не совместима с идеей равного участия всех граждан в процессе принятия решений, так как в ней функция правления отводится политическим элитам, взгляды которых не должны существенно зависеть от публичных дискуссий.
Роберт Даль истолковывает демократическую политику как плюрализм различных групп, объединённых общими интересами. Согласно его концепции, каждый гражданин принадлежит кругу людей, у которых есть определённые узкие интересы, тесно связанные с их повседневной жизнью. По этим вопросам граждане хорошо информированы и стремятся обрести влияние на других. Хотя каждая группа интересов представляет собой заведомое меньшинство, для достижения нужного им результата они объединяются в коалиции. Фактически демократия становится правлением не большинства, а этих политически активных коалиций. В то же время чрезмерно высокое гражданское участие может нанести вред демократии, так как приводит к размыванию консенсуса в отношении общественных норм и тем самым ухудшает стабильность системы. Согласно этой теории, политика вырабатывается в результате торга между отдельными группами интересов, но не в результате широкой общественной дискуссии, в том числе, дискуссии о вопросах общего блага и справедливости.
Джеймс Бьюкенен и Гордон Таллок придерживаются неолиберального подхода. Они полагают, что элиты стремятся усилить роль государства и бюрократии в собственных интересах за счёт не слишком внимательной общественности. Они также обращают внимание на то, что вклад одной конкурирующей группы в исход голосования обычно не играет решающей роли, так же как и голос одного гражданина. Лишь немногие круги способны оказывать влияние на правительство, и они это делают за счёт всех остальных. Неолибералы утверждают, что попытка организовать демократическое государство с широкими полномочиями заведомо будет неэффективной. Отсюда они делают вывод, что следует ограничить полномочия государства обеспечением фундаментальных свобод и права собственности, а остальные функции государства передать экономическому рынку. Права и свободы являются более понятными категориями и поэтому надзор за ними под силу обычным гражданам.
Однако неолиберальный подход сталкивается с рядом трудностей. Во-первых, распространённые в современном обществе представления об общем благе и социальной справедливости выходят за рамки минимального государства. Во-вторых, неолиберальный подход игнорирует концентрацию власти и материальных ценностей в руках частных лиц, что в условиях минимального государства позволяет им навязывать свою волю остальным людям без их согласия. Последний аргумент представляет собой зеркальное отражение неолиберальной критики теории элит.
Большинство приведённых выше аргументов исходят из предположения об эгоистичной мотивации людей. Этот тезис вызывает возражения, и сторонники делиберативной демократии вслед за Миллем и Руссо утверждают, что граждане не безучастны к вопросам морали и поэтому способны совершать поступки во имя общего блага и справедливости. Такое поведение стимулируется политическими дискуссиями, при условии что участники открыты для других точек зрения и что среди участников дискуссии есть информированные или высоконравственные люди. Отсюда делается вывод, что демократические институты должны поощрять подобные обсуждения.
Кроме того, участие в демократических процедурах является важной составной частью политического самообразования, что может способствовать усилению демократических ценностей. В частности, для воспитания чувства личной ответственности за коллективные решения необходима внутренняя свобода, позволяющая принимать ошибочные решения. При этом гражданское участие может расти как за счёт увеличения доли политически активных граждан, так и за счёт расширения возможностей для влияния на принятие решений.
Более того, хотя избиратели часто не склонны тратить свои силы и время на сбор необходимой информации, исследования показывают, что обычные граждане способны глубоко изучать сложные политические проблемы в ситуациях, когда у них есть для этого мотивация.
В связи с разделением труда в обществе, возникает вопрос, какими именно знаниями должны обладать граждане и каким стандартам должны отвечать их убеждения. По мнению Томаса Кристиано, гражданам следует сосредоточиться на формулировке целей развития общества, а разработку путей достижения этих целей оставить экспертам. Реализация этого предложения требует наличия способа заставить чиновников и специалистов работать над осуществлением поставленных обществом задач.

## Общественные предпочтения
Проблеме гражданского участия сопутствует вопрос, как согласовать стремление к грамотным решениям с равным вкладом предпочтений всех участников. В совещательных органах депутаты могут обсуждать взгляды информированных кругов, однако часто эти круги относятся к политической элите. С другой стороны, учёт предпочтений масс привносит в политический процесс поверхностные эмоциональные впечатления обычных людей.
Согласно распространённой точке зрения, способом равного учёта всех взглядов является принцип подчинения меньшинства воле большинства. На практике реализация этого принципа сталкивается с ситуациями, нарушающими транзитивность, когда предпочтительность А по отношению к Б, а Б по отношению к В, не означает, что А более предпочтительно, чем В (см. Теорема Эрроу). Чтобы избежать подобных ситуаций, приходится вводить ограничения на спектр допустимых предпочтений для данного процесса принятия решения. Некоторые политологи полагают, что в процессе обсуждения граждане приходят к взаимопониманию и структурируют свои предпочтения в согласии с транзитивностью.
На практике в современных либеральных демократиях граждане делают выбор из политических альтернатив напрямую только на референдумах. Обычно принятием политических решений занимаются выборные должностные лица. Избирательная система определяет, каким образом предпочтения отдельных людей определяют состав представительных органов. Эта система способна обеспечивать более точное соответствие результата спектру общественных взглядов и может лучше защищать меньшинство от диктатуры большинства (например, понижая мотивацию большинства принимать участие в выборах).

## Социальный плюрализм
Во многих реализациях демократии, многообразие общественных организаций, включая неформальные группы и организованные политические партии, считается важным социальным институтом, обеспечивающим открытую конкуренцию различных политических взглядов. В современных представительных системах, партии отбирают кандидатов на выборы в органы власти, мобилизуют избирателей и организуют поддержку исполнительной власти либо оппозицию ей. В некоторых странах защиту интересов основных социальных групп (рабочих, фермеров, бизнеса) осуществляют независимые от государства крупные общественные корпорации.
В то же время широко распространено мнение, что демократия требует сплочённости общества в достаточно однородную нацию с высокой степенью консенсуса относительно базовых ценностей. При полиархии особенно важно согласие элит по вопросам норм и правил политического поведения. Более того, ряд мыслителей (включая Гоббса, Монтескьё и Мэдисона) полагали, что сильные фракции представляют угрозу для демократии. Во-первых, есть опасность, что фракции будут продвигать интересы одних в ущерб другим и даже в ущерб общему благу. Возможными последствиями этого могут стать эскалация конфликтов или диктатура большинства. Во-вторых, раздробленность власти несёт в себе риск для стабильности политической системы в целом. Сегодня для нейтрализации подобных рисков используются различные механизмы противовесов и сдержек. Особую роль среди них играет защита фундаментальных прав человека.
Однако ряд проблем по-прежнему требует решения. Например, граждане, имеющие доступ к организациям и их ресурсам, обладают преимуществом для защиты своих интересов, что приводит к политическому неравенству. Организации могут преувеличивать определённые ценности и вносить искажения в гражданское сознание своих членов. Они могут фокусировать чрезмерное внимание избирателей на решениях, дающих лишь кратковременную выгоду небольшой группе. Они также могут брать на себя функции государства, выводя эти функции из-под контроля народа и его представителей. Рост влияния общественных корпораций может приводить к тому, что политические решения принимаются не на основе демократического процесса, а по результатам переговоров между этими корпорациями и властью.

## Диктатура большинства
Важной проблемой теории демократии является вопрос, как избежать диктатуры большинства. Даже если решение в равной степени учитывает всеобщие предпочтения, отражающие взгляды информированных людей, такое решение может иметь неприемлемые с моральной или правовой точки зрения последствия для какой-то части населения. Особую озабоченность вызывает право собственности, поскольку у относительно менее богатого большинства есть соблазн посягательств на собственность более богатого меньшинства.
Существуют ситуации, когда по определённым вопросам общество оказывается поделённым на два чётких лагеря. В этих случаях возникает риск появления постоянного меньшинства, которое всегда проигрывает на голосованиях. Такое положение несколько отлично от диктатуры большинства, потому что большинство может и соблюдать права меньшинства и, более того, стараться хорошо с ним обращаться. Однако постоянное меньшинство может иметь собственные интересы и представления об общественных нормах, которые оно не в состоянии материализовать на уровне политики. Согласно Томасу Кристиано, постоянные меньшинства являются жертвами неравенства среди участников демократического процесса, что лишает органы власти морального права выносить решения, затрагивающие интересы этого меньшинства.
Для защиты меньшинства, прежде всего, следует наделить его избирательным правом, хотя это само по себе не обеспечивает перевеса в числе голосов. Во-вторых, следует производить разумную фильтрацию предпочтений масс, направляя процесс обсуждения в конструктивное и лишённое эмоций русло. В-третьих, принятие определённых мер может требовать, чтобы «за» проголосовали не только 50 % участников плюс один голос, а более высокий процент. Здесь, однако, следует учитывать риск негативных последствий от нежелательного сохранения существующего положения вещей. В-четвёртых, можно специально оговорить, чтобы вынесенные большинством голосов постановления, которые затрагивают определённые (конституционные) права, пересматривались независимыми судами. Следует иметь в виду, что такой подход сужает сферу действия демократических институтов, таких как референдумы и представительные органы власти. В-пятых, децентрализация правительства и конституционно гарантированная автономия региональных органов власти способствует защите местных интересов. В-шестых, в некоторых выборных системах (например, пропорциональной) меньшинство более полно представлено, чем в других.
Более общим является вопрос, когда правящая партия может проводить самостоятельную политику и когда власть должна стремиться к согласию сторон с различными взглядами. Сторонники консенсуса полагают, что он способствует более широкой общественной поддержке правительственной политики, а также повышает легитимность и ценность демократии. Критики считают, что модель консенсуса позволяет меньшинству налагать вето на неудобные для них решения и тормозит процессы формирования правительства и принятия законов.

## Избирательная система

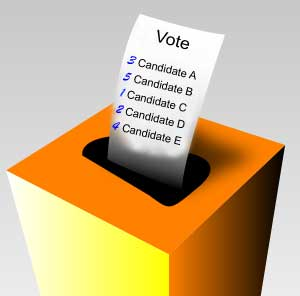
Преференцированное голосование в пропорциональной избирательной системе

Предметом споров является вопрос о наилучшей для демократического общества системе выборов в законодательные органы власти. В соответствии с простейшей классификацией, избирательные системы бывают мажоритарными, пропорциональными и групповыми, хотя на практике также распространены смешанные варианты.
При мажоритарной системе территория разбивается на округа с примерно одинаковой численностью населения. Каждый округ выбирает одного представителя. В пропорциональной системе места в представительном органе распределяются пропорционально числу голосов, отданных за партии на всей территории. В групповой системе определённые группы населения (по этнической принадлежности, роду занятий, классовому признаку и т. д.) напрямую выдвигают своих депутатов согласно заранее обговоренной квоте.
Мажоритарная система стимулирует формирование двухпартийной системы и поэтому, с точки зрения её сторонников, более стабильна, чем другие формы. Каждая из двух партий представляет собой широкую коалицию различных групп и поощряет поиск компромисса. Партии стремятся заручиться поддержкой типичного избирателя для своего профиля, отсюда тенденция избегать радикальных элементов в программах. Поэтому мажоритарная система особенно популярна в обществах, которые считают умеренность и компромисс важными демократическими ценностями. Критики этой системы обращают внимание на то, что она склонна игнорировать интересы меньшинств, которые нередко вынуждены частично жертвовать своей индивидуальностью, чтобы быть услышанными. В выборных органах меньшинства оказываются представленными меньше, чем в обществе, причём здесь важную роль играет расположение границ между избирательными округами. Кроме того, заручиться поддержкой большого и разнородного сектора населения часто легче всего путём смутных и не имеющих реальной значимости призывов к гражданам. В результате, политики публично обсуждают поверхностные или эмоциональные вопросы, в то время как реальными проблемами они занимаются кулуарно.
В пропорциональной системе представители различных групп населения получают места в представительном органе власти пропорционально выбору граждан. От партий требуется ясность программ. Меньшинства также могут позволить себе более отчётливо выражать свои взгляды. Поэтому пропорциональная система наиболее популярна среди тех, кто ценит равенство как моральный фундамент демократии. Распространённым предметом критики этой системы является её нестабильность. Согласно критикам, она поощряет разделение общества на противостоящие лагеря по партийным предпочтениям. Борьба за власть идёт непрерывно, партии не склонны к компромиссу, коалиции быстро распадаются. Сочетание пропорциональной системы с президентской республикой производит популистских лидеров и множество выстроенных под них партий.
Сторонники групповой системы полагают, что она лучше обеспечивает представительство для исторически непопулярных групп среди населения, которые часто плохо организованы и опасаются открыто выражать свои взгляды. Кроме того, даже выбрав своих представителей в законодательный орган, таким меньшинствам непросто отстаивать свои интересы, поэтому для них должны быть зарезервированы дополнительные места. Критики этого аргумента считают, что подобный подход лишает систему гибкости, так как приводит к смещению акцентов в политике к одному и тому же кругу вопросов, даже если большинство граждан считает эти вопросы несущественными.

## Переход к демократии и её устойчивость

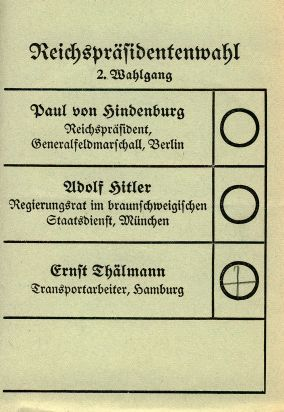
Избирательный бюллетень для выборов рейхспрезидента Германии, 1932 год

Исследования процессов перехода к демократии фокусируются на периоде, когда страна учреждает состязательные выборы всех главных должностных лиц государства с массовым участием граждан. При этом акцент делается на процедурах, которые регулируют доступ к власти и обеспечивают подотчётность политических элит, — исторически подобный подход к изучению демократии практиковал Шумпетер, и в послевоенные годы он не пользовался популярностью, однако начиная с середины 1980-х он стал предметом растущего внимания в академической среде. Основные цели исследований состоят в определении причин демократических реформ и критериев успеха.
Сравнительный анализ политических процессов в мире показывает, что переход к демократии в каждом случае имеет яркие индивидуальные черты и во многом зависит от предшествующей недемократической истории страны, власти и стратегии элит и масс, а также источника стремления к реформам. Националистические движения в одних случаях способствуют демократическим переменам, но в других препятствуют формированию коалиций. Хотя данная область относительно молодая и испытывает трудности как с теорией, так и с эмпирическими данными, исследователям удалось сделать важное обобщение. Оно состоит в том, что процессы упадка или распада государства (как единственного источника легитимного применения силы) сказываются на перспективах демократизации негативно.
Ряд политологов считает, что предпосылками успешной демократии являются развитая индустрия, значительный размер среднего класса и высокая грамотность населения. Существует распространённый аргумент, что рост материального благополучия делает людей менее восприимчивыми к призывам авторитарных демагогов, обещающих простые и быстрые решения экономических проблем, и что это повышает шансы на выживание для новообразованных демократических институтов. Однако согласно исследованиям, уровень экономического развития сам по себе не позволяет предсказать, встанет ли страна на путь демократии, и будет ли демократизация успешной.
По мнению Роберта Даля, децентрализация экономики повышает устойчивость демократии. Во-первых, снижается власть отдельных чиновников, в том числе, высших должностных лиц. Наоборот, чрезмерное государственное регулирование экономики влечёт за собой масштабную коррупцию. Во-вторых, переходу к рыночной экономике сопутствуют развитие правового государства, улучшение доступа к информации, повышение мобильности населения и рост численности среднего класса. Эти явления также способствуют усилению спроса на демократию. Даль также полагает, что вероятность утверждения в стране институтов полиархии более высока, если средства насильственного принуждения в ней рассредоточены, если в ней существует социальный плюрализм, если страна не разделена на выраженные субкультуры или в ней существуют механизмы урегулирования межкультурных конфликтов, если убеждения политически активной части граждан подкрепляют институты полиархии и если она не подвергается военной интервенции.
Однако Даль обращает внимание на трудности, возникающие на пути к демократии. Экономические проблемы включают бедность, безработицу, значительное неравенство в доходах и распределении капитала, инфляцию и рецессию. В экономически отсталых странах средний класс и хорошо образованный слой обычно малочисленны. В политической культуре часто отводится низкий приоритет ценностям, которые придают устойчивость демократическим институтам во время кризиса. Во многих странах нет эффективной правовой системы, что оставляет нормы демократического общества без защиты и создаёт почву для злоупотреблений со стороны исполнительной власти, политических элит и криминальных группировок. В некоторых странах избранные представители не определяют всю политику правительства, и существенную роль играют организации и частные лица, которые не подотчётны никаким выборным органам.
Строительство демократии, когда население поделено на противостоящие региональные, этнические, расовые или религиозные группы, особенно трудно. Хотя авторитаризм в таких условиях часто связан с доминированием одних групп за счёт остальных, форсированное внедрение демократии может повлечь за собой глубокие конфликты, распад страны и войны. В то же время успешное решение этой проблемы, основанное на компромиссе и общих ценностях, в конечном итоге приводит к стабильным системам, которым политический плюрализм придаёт гибкость и сбалансированность (например, Индия или США).
Демократизация сама по себе не влечёт за собой политический либерализм. Избранное правительство может узурпировать власть, принадлежащую другим ветвям власти, местным органам самоуправления или неправительственным организациям. Оно может стремиться к сильному государству за счёт подавления оппозиции, а не за счёт строительства коалиций. Если такое правительство проводит экономическую либерализацию, пренебрегая законодательными рамками и не гарантируя право собственности, результат оказывается далёким от идеала либеральной демократии.
По мнению историка Тимоти Тилтона, демократизация была успешной в тех странах, где аристократия оказывала сдерживающее воздействие на монархию, где ослабление поместного дворянства и рост буржуазии привели к распространению либеральных ценностей и где не возник реакционный союз дворянства и буржуазии против рабочих и крестьян.
Также существует мнение, что либеральная демократия более устойчива, когда в государстве период авторитарного режима был краток, а демократические традиции, обычаи и институты имеют богатую историю. Страны с длительной историей автократии и слабым распространения доверия между людьми легко могут вернуться к автократическим режимам даже при формально демократическом устройстве государственной власти.
В то же время широкая поддержка демократии и негативное отношение к автократии сами по себе слабо связаны с устойчивостью демократических институтов. Более важную роль играют межличностное доверие, терпимость по отношению к непопулярным группам, поддержка гражданских свобод и политическая активность. Однако элиты могут вносить существенные коррективы, либо подавляя устремления масс, либо наоборот ускоряя темпы демократизации. Устойчивости текущего режима также способствует ощущение экономического благополучия.
Сеймур Мартин Липсет провёл анализ, почему для устойчивости демократии необходимо доверие между гражданами. Согласно его теории, некоторые участники политического процесса могут извлечь выгоду, нарушив демократические правила, что создаёт стимул для остальных участников поступить аналогично. Для поддержки доверия необходима легитимность демократической системы. Легитимность также позволяет государству (и даже обязывает его) применять силу для защиты существующих правил.
По мнению Джона Хигли, либеральная демократия является творением консенсуально объединённых политических элит. Эти элиты немногочисленны, и в их состав могут входить высшие чиновники, главы политических партий, управляющие частных фирм, военное начальство, руководство средств массовой информации и др. Переход и устойчивость демократии требуют согласия среди элит по вопросам норм и правил политического поведения, а также соблюдения этих норм при принятии политических решений. В то же время среди этих элит не должно быть полного единства идеологических или религиозных воззрений, чтобы в стране существовала политическая конкуренция.

## Измерение уровня демократии

Уровень демократии в мире в 2009 году согласно «Freedom House»

Идеальная демократия трудно поддаётся измерению. На практике в сравнительной политологии и социологии используются приближения и модели, как например, полиархия. При этом в методике измерения уровня демократии выделяются два направления. Первое стремится использовать объективные параметры: явку на выборах, состав законодательных органов, обеспечение избирательного права. Второе опирается на экспертные оценки честности выборов, свободы выражения взглядов, доступности и защищённости альтернативных источников информации, ограничений на деятельность политических организаций и т. д.
В 1972 году Рэймонд Гэстил разработал методику опроса экспертов для измерения уровня либеральной демократии. Методика Гэстила легла в основу ежегодных отчётов «Свобода в мире» организации «Freedom House». Этот отчёт содержит раздельные оценки состояния политических и гражданских прав, с целью измерить уровень как политической демократии, так и правового государства. Методика другого политолога, Леонарда Сассмена, используется для составления отчета «Свобода прессы», также издаваемого «Freedom House». Артур Бэнкс разработал свой метод расчёта уровня демократии, основанный на анализе законодательной власти, и его индикатор включён в базу данных «Cross-National Time-Series Data Archive».
В 1974 году Тед Роберт Герр разработал классификацию политических режимов «Polity». Проект в своём развитии прошёл четыре стадии и по-прежнему ежегодно публикует отчёт об уровне демократии по странам мира. Polity IV — актуальная версия этого индекса.
Начиная с 2007 года, журнал «Economist» ежегодно публикует Индекс демократии (Economist).
В 2010 году группа швейцарских и немецких исследователей приступила к публикации «Democracy Barometer». Индекс стремится охватить различные теоретические концепции, в особенности идеи либеральной и партисипативной демократии. Модель исходит из того, что демократия является системой управления, которая стремится установить баланс между нормативными ценностями свободы и равенства.

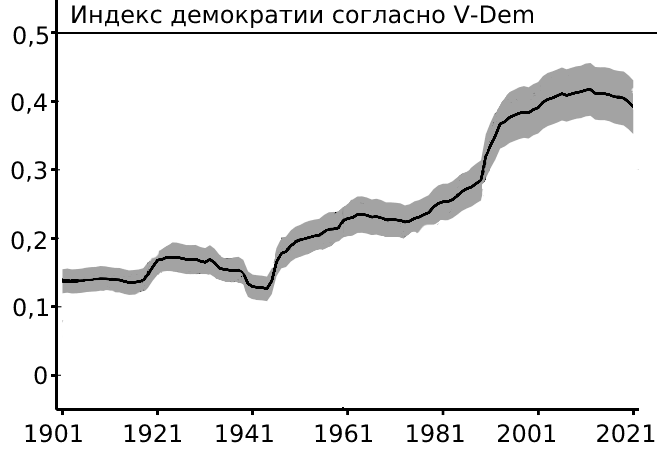
Среднемировой индекс демократии согласно V-DEM с 1901 по 2021 год.

Публикуемый немецким проектом Bertelsmann Stiftung с 2003 года индекс трансформации (англ.  Bertelsmann Stiftung’s Transformation Index) оценивает ряд параметров в развивающихся странах и странах переходного периода. Одной из характеристик является статус политической трансформации, который представляет собой качество демократии. Этот параметр определяется 18 индикаторами, измеряющими государственность, политическое участие, верховенство права, стабильность демократических институтов, политическую и социальную интеграцию. При этом для того, чтобы страна не считалась автократией, необходимо, чтобы шесть индикаторов имели значения, превышающие пороговые: свободные и честные выборы, наличие реальной власти у выборных лиц, свобода собраний и ассоциаций, свобода слова, разделение властей, гражданские права. Аналогичным рейтингом для развитых стран (ОБСЕ) является индикатор устойчивого управления, который публикуется с 2009 года.
Свои индексы демократии также составляли Тату Ванханен и Хосе Антонио Чейбуб (из Иллинойсского университета в Урбана-Шампейн).
Критики методик, основанных на субъективных оценках, обращают внимание на их недостатки. Эксперты могут исходить из неточных сведений о политической ситуации в стране. Они субъективно определяют, какая информация существенна для рейтинга, а какая нет. (Например, если страна запрещает политическую деятельность «экстремистов», является ли это серьёзным нарушением прав человека или следует учитывать число сторонников таких групп). Они могут учитывать факторы, которые лишь опосредованно связаны с демократией. Они также могут по-разному проводить измерения или иметь различные шкалы оценок. Анализ показывает, что отчёты по методике Гэстила до 1989 года несколько занижали рейтинг коммунистических режимов и молодых стран и при этом несколько завышали рейтинг традиционных монархий и христианских стран. Отчёты по методике Бэнкса за тот же период имели обратную тенденцию.